# Швадорф
Швадорф (нім. Schwadorf) — ринкове містечко з 2308 жителями (на 1 січня 2023) в окрузі Брук-ан-дер-Лайта в Нижній Австрії.

## Географія
Швадорф, де політична громада співпадає з кадастровою громадою, розташований у промисловому районі Нижньої Австрії. Площа торгового містечка займає 11,40 квадратних кілометрів. З них 66 відсотків сільськогосподарських угідь і 13 відсотків лісів. Швадорфський ліс тягнеться до Раухенварта. Центр Швадорфа знаходиться на лівому березі Фіші.

## Історія
У давнину територія входила до складу провінції Паннонія. Розташоване в центрі Австрії Нижня Австрія, це місце було частиною історії Австрії. У Третьому Рейху це місце стало частиною новоствореної 23. Район Швехат, включений до Великого Відня. Муніципалітет знову став незалежним у 1954 році, коли був відділений від Відня.
З 1954 року до свого розпуску в кінці грудня 2016 року Швадорф був частиною району Відень-Умвельт.

## Населення
Негативний рівень народжуваності між 1981 і 1991 роками був компенсований сильною імміграцією. Відтоді сальдо міграції та народжуваності є позитивними.

## Культура і пам'ятки

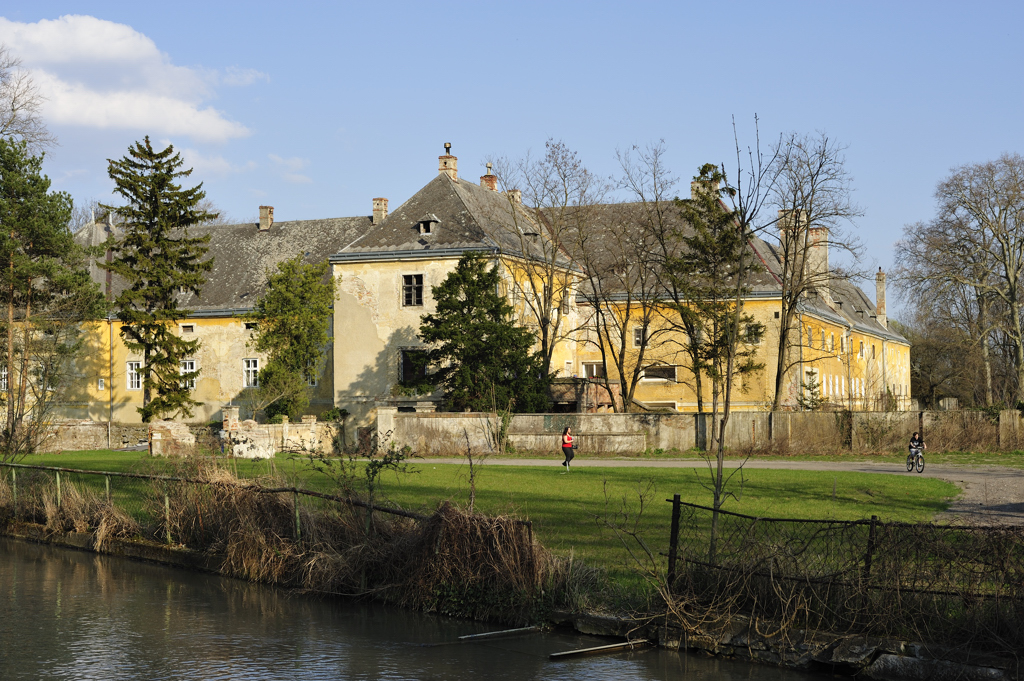
Замок Швадорф
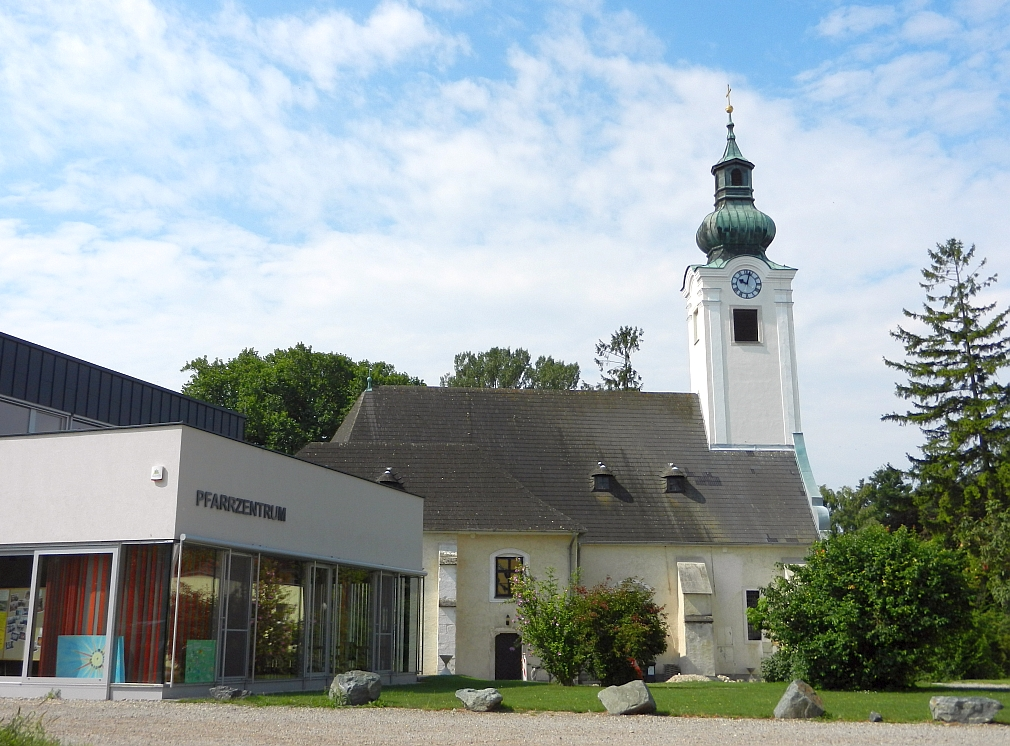
Швадорфська парафіяльна церква